# Буденец
Бу́денец (укр. Буденець) — село в Чудейской сельской общине Черновицкого района Черновицкой области Украины.
До 2020 года входило в Сторожинецкий район
Население по переписи 2001 года составляло 1325 человек. Почтовый индекс — 59030. Телефонный код — 3735. Код КОАТУУ — 7324581501.